# Marie (prénom)
Pour les articles homonymes, voir Marie.
Marie est un prénom féminin français.

## Étymologie
Du latin Maria, en grec Maria ou Mariam, transcription  de l'hébreu Miryam, en araméen Maryam (voir Miryam, sœur de Moïse et d'Aaron, et Marie, mère de Jésus de Nazareth). Ce nom a été rapproché, sans certitude, d'un nom d'origine égyptienne composé d'un mot de l'égyptien ancien mrit, merit, « cher »« aimé », avec un suffixe hébreu.

## Fête et saint patron
La principale fête associée à Marie est le 15 août, jour de célébration de l'Assomption de Marie.
D'autres jours de l'année, dont le 1er janvier, ou le 8 décembre, sont aussi consacrés à la mère de Jésus, tout comme les mois de mai et d'octobre (mois de Marie). 
S'y ajoutent les fêtes des très nombreuses saintes chrétiennes qui ont porté le même prénom.

## Occurrence
En 2022, environ 910 342 Françaises portent ce prénom. Son année record d'attribution est 1901 avec 52 150 naissances. Marie est le premier prénom le plus attribué depuis 1900. 2022 a vu naître 609 Marie.

## Variantes
Marie est utilisé souvent pour des prénoms composés.

### Formes françaises dérivées
- Manon
- Marianne, contraction de Marie-Anne,
- Marielle,
- Mariette,
- Marion,
- Marlène, contraction de Marie et Hélène
- Maryse,

### Formes composées
Le prénom Marie se combine aussi avec d'autres prénoms féminins comme Thérèse, Hélène, Christine, Louise, Rose, Ève, etc. pour former d'autres prénoms tels que Marie-Antoinette, Marie-Thérèse, Marie-Hélène, Marie-Christine, Marie-Chloé, Marie-Louise, Marie-Rose, Rose-Marie, Marie-Paule, Irène-Marie, Marie-Ève, Marie-Adélaïde, Marie-France, Marie-Ange, Marie-Bernadette, etc.
Le prénom Marie entre également dans la formation de prénoms composés masculins : André-Marie, François-Marie, Jean-Marie, Louis-Marie, Paul-Marie, Marie-Philippe, Philippe-Marie, Pierre-Marie, sont parmi les plus courants. Les catholiques honorent ainsi la Vierge Marie et placent l'enfant sous sa protection. Au XIXe siècle il était très courant de donner le prénom Marie en première, seconde ou troisième position aux garçons comme aux filles (sans que cela ne soit nécessairement le prénom usuel). Cet usage ne s'est pas perdu dans les familles traditionnelles,,.
Malgré les apparences, le nom latin Marius qui est devenu Mario en italien, n'est pas la forme masculine de Maria. Il est d'étymologie incertaine, mais il ne vient probablement pas du Proche-Orient.

## Variantes linguistiques
- français : Marie, Mariette, Marianne, Manon
- allemand : Maria, Mirjam
- amharique, tigrinya : ማርያም, Mariyam
- anglais : Mary
- arabe : مريم، Mariem, Mariam,  Meriem, Myriam, Maria
- basque : Maia, Amaia, Maite, Maitena
- breton : Mari
- chinois : Mali (马利 / 馬利 / Mǎlì) ou Maliya (马利亚 / 馬利亞 / Mǎlìyà) - traduction phonétique
- coréen : Meli (메리)
- espagnol : María
- grec : Μαρία (Maria)
- hongrois : Mária, Mara
- italien : Maria
- japonais : Mari (マリ)
- néerlandais : Maria, Marijke, Mirjam
- occitan : Maria
- poitevin : Mariton
- polonais : Maria / Maritch
- portugais : Maria
- roumain : Maria
- russe : Мария (Maria, Mariya en translittération anglaise, diminutifs: Macha, Maroussia)
- slovaque : Mária
- suédois : Maria
- turc : Meryem

## Personnes portant ce prénom
- Pour l'ensemble des articles sur les personnes portant ce prénom, consulter :
  - la liste des articles dont le titre commence par ce prénom
  - les listes produites par Wikidata : Liste des personnes de prénom « Marie » — même liste en incluant les éventuels prénoms composés qui contiennent « Marie ».

## Patronyme
Marie est aussi un patronyme et un matronyme, répandu en Normandie.

## Anagramme
En français, la forme Marie se trouve être l'anagramme du verbe aimer : 

« Marie, qui voudrait votre beau nom tourner, il trouverait Aimer. »

— Ronsard, Second livre des Amours
On peut penser aussi à l'anagramme de Marie Touchet, maîtresse de Charles IX : "Je charme tout".